# Mario Torelli
Mario Torelli (Roma, 12 maggio 1937 – Palermo, 15 settembre 2020) è stato un archeologo e funzionario italiano.
Allievo di Ranuccio Bianchi Bandinelli, fu a lungo docente di Archeologia e Storia dell'arte greca e romana all'Università di Perugia.

## Biografia
Ricoprì numerosi incarichi nel corso della sua vita professionale, iniziando come assistente presso il Centro per la storia dell'arte antica di Roma (1960 - 1962), per diventare poi ispettore archeologo presso la Soprintendenza all'Antichità dell'Etruria Meridionale con incarico presso il Museo di Villa Giulia a Roma (1964 - 1969), Veio e Gravisca.
Nel 1969 fu nominato docente di Archeologia e di Storia dell'Arte greca e romana presso l'Università di Cagliari, cattedra da lui tenuta fino al 1973. Dal 1975 al 2010 fu docente di Archeologia e Storia dell'Arte greca e romana presso l'Università di Perugia.
Diresse gli scavi del santuario etrusco di Minerva a Santa Marinella (1964 - 1966), del santuario etrusco di "Porta Caere" di Veio (1965 - 1969), del santuario greco di Gravisca, dell'antico porto di Tarquinia (1969 - 1979), del santuario extra-urbano di Afrodite a Paestum (1982 - 1985), del santuario di Demetra e dell'agorà di Heraclea (1985 - 1991) presso Policoro.
Fu Visiting Professor presso diverse istituzioni all'estero, tra cui: Università del Colorado (1974); Università del Michigan (1978); Università della California (1979); Scuola Normale Superiore di Parigi (1984); Università di Parigi La Sorbona (Paris I: Panthéon Sorbonne), 1985; Collegio di Francia (1986), Università dell'Alberta, Canada (1986); Oxford (1988); Università di Bristol (1993). Nel 1982 Torelli divenne membro dell'Institute for Advanced Study di Princeton (New Jersey) e del Getty Center per la Storia dell'arte e scienze umane a Los Angeles (1990 - 1991).
Curatore scientifico del Museo dell'Accademia Etrusca e della città di Cortona, fu membro ordinario dell'Istituto Nazionale di Studi Etruschi ed Italici a Firenze, nonché socio corrispondente del Mitglieder del Deutsches Archäologisches Institut, dell'Accademia delle Scienze di Torino, dell'Academia Europæa, dell'Accademia Nazionale dei Lincei. Membro dell'équipe internazionale del "Thesaurus rituum et cultus antiquorum", fece parte del comitato scientifico della Revue archéologique (Parigi) e dell'"Archivo Español de Arqueología" (Madrid) e diresse, dal 1992, la rivista di antichistica "Ostraka".
Ricevette la Laurea honoris causa dalle Università di Tübingen (Germania) e di Jaén (Spagna).
Curò l'allestimento di numerose mostre archeologiche in Italia e all'estero, tra cui Gli Etruschi a Palazzo Grassi a Venezia (26 novembre 2000 - 1º luglio 2001) e L'Iliade tenutasi a Roma, al Colosseo, nel 2006.
Fu autore di molti articoli per quotidiani e periodici, tra cui La Repubblica, Il Messaggero di Roma e La Stampa di Torino.
L'8 settembre 2014 ottenne il Premio Balzan  per l'archeologia classica con la seguente motivazione: "Per il carattere profondamente innovatore dei suoi studi in tutti i principali ambiti della cultura antica, da quello greco a quello etrusco a quello romano, per la grande rilevanza delle sue sperimentazioni metodologiche e delle sue scoperte archeologiche, per l'originalità della sua opera in cui convergono in una salda visione globale l'indagine storico-epigrafica, l'analisi iconologica, la valutazione storico-religiosa, la ricerca antropologica, sempre sostenute da una sensibile attenzione alle strutture economiche e sociali e agli aspetti ideologici e istituzionali delle culture antiche". Il premio gli fu consegnato il 20 novembre 2014 a Roma dal Presidente della Repubblica Italiana Giorgio Napolitano.
È morto il 15 settembre 2020, all'età di 83 anni, a Palermo.

## Omaggi
A lui è intitolato il Museo archeologico nazionale di Venosa.

## Opere
- Il santuario di Hera a Gravisca (1971)
- Elogia tarquiniensia (1975)
- Necropoli dell'Italia antica (1982)
- Tipologia e struttura dei rilievi storici romani (1982)
- Storia degli etruschi (1984)
- Lavinio e Roma: riti iniziatici e matrimonio tra storia e archeologia (1984)
- L'arte degli etruschi (1985)
- La Società etrusca: l'età arcaica e l'età classica (1987)
- Storia dell'urbanistica: il mondo romano (1988)
- Atlante dei siti archeologici della Toscana (1992)
- Studi sulla romanizzazione d'Italia (1995)
- Il rango, il rito e l'immagine: alle origini della rappresentazione storica romana (1997)
- Tota Italia: saggi nella formazione culturale dell'Italia romana (1999)
- Gli Etruschi (2001)
- Le strategie di Kleitias. Composizione e programma figurativo del vaso François (2007)
- Dei e artigiani. Archeologia delle colonie greche d'Occidente (2011)
- La forza della tradizione. Etruria e Roma: continuità e discontinuità agli albori della storia (2011)
- L’obolo di Persefone. Immaginario e ritualità dei “pinakes” di Locri (2016)
- Gli Spurinas. Una famiglia di principes nella Tarquinia della "rinascita" (2019)